# Henri Grobet
Pour les articles homonymes, voir Grobet.
Henri Grobet, né le 24 octobre 1864 à Vallorbe et mort le 23 juillet 1930 à Lausanne, est un entrepreneur et une personnalité politique suisse, membre du Parti radical-démocratique.

## Biographie
Fils de Jules-Frédéric Grobet, fabricant de limes à Vallorbe et député radical au Grand Conseil du canton de Vaud, Henri Grobet naît à Vallorbe le 24 octobre 1864,. Après avoir été scolarisé à Vallorbe, il suit les cours de l'école industrielle de Lausanne, puis se rend à Bâle pour un apprentissage de commerce,.
Il devient le premier directeur des Usines métallurgiques de Vallorbe (UMV), fondées en 1899 à la suite de la fusion de l'entreprise familiale avec deux autres fabriques de limes locales. Sous sa direction, les UMV ouvrent en 1902 une succursale à Saint-Pétersbourg. Il est également président de la Société industrielle et commerciale de Vallorbe.
Trois ans plus tard, il déménage à Lausanne et y fonde une nouvelle entreprise, la Société des plieuses automatiques à Lausanne (SAPAL),. Il continue toutefois à faire partie du conseil d'administration des UMV, où il reste jusqu'à son décès en 1930. Il siège également au conseil d'administration de l'Union vaudoise du commerce et de l'industrie de 1902 à 1906 et au comité de la Société des fabricants suisses d'articles métallurgiques de 1897 à 1909. En 1913, il représente la Suisse à l'Exposition universelle de Chicago. Pendant la Première Guerre mondiale, il dirige la Société suisse de surveillance économique.
Parallèlement à sa carrière d'entrepreneur, Henri Grobet siège au conseil communal de Vallorbe (1885-1905), au Grand Conseil du canton de Vaud (1891-1905 ; 1913-1921) et au Conseil national (1912-1922, 1924-1928).